# Batrochoglanis villosus
Batrochoglanis villosus és una espècie de peix de la família dels pseudopimelòdids i de l'ordre dels siluriformes.

## Morfologia
- Els mascles poden assolir 14,8 cm de longitud total.[4][5]

## Hàbitat
És un peix d'aigua dolça i de clima tropical.

## Distribució geogràfica
Es troba a Sud-amèrica: riu Demerara i conques dels rius Essequibo, Orinoco i Amazones.